# Mnioes nalbes
Mnioes nalbes là một loài tò vò trong họ Ichneumonidae.